# Bautastein am Mosterøyveien
Der Bautastein am Mosterøyveien (auch Voll Menhir genannt) ist ein Menhir. Er steht in einem Vorgarten auf der Nordhalbinsel der Insel Mosterøy oder Mosterøya südwestlich von Vikevåg nördlich von Stavanger im Fylke Rogaland in Norwegen.
Der Bautastein ist etwa 6,0 Meter hoch, einen Meter breit und 20 cm dick. Er verjüngt sich nach oben gleichmäßig und endet in einer scharfen Spitze, so dass er wie ein Pfeil aussieht. Der von weitem sichtbare Stein steht gerade und scheint keine Beschädigungen zu haben. 
Etwa 1,4 km entfernt steht der Bautastein von Hodnafjell und 3,1 km südlich steht der etwa 5,0 m hohe Bautastein von Hedlehaugen.